# Sacrifice (Elton John-sang)
 For alternative betydninger, se Sacrifice. (Se også artikler, som begynder med Sacrifice)
"Sacrifice" er en sang af den britiske sanger Elton John fra albummet Sleeping with the Past (1989). Sangen blev skrevet af Elton John og Bernie Taupin.

## Udgivelse
Sangen blev udgivet som albummets anden single i oktober 1989 og derefter i 1990. Sangen nåede kun nummer 55 i Storbritannien og nummer 18 i USA i januar 1990 under sin første udgivelse.
Sangen blev derefter genudgivet som en dobbelt A-side med "Healing Hands" og nåede førstepladsen på UK Singles Chart i juni 1990. Sangen nåede også førstepladsen i Frankrig og opholdt sig på hitlisterne i 26 uger.

## Formater og sporliste
Første udgivelse
Britisk 12" single
1. "Sacrifice" – 5:09
2. "Love Is a Cannibal" (from the Columbia Motion Picture Ghostbusters II) – 3:53

Amerikansk CD single
1. "Sacrifice" – 5:09
2. "Love Is a Cannibal" (from the Columbia Motion Picture Ghostbusters II) – 3:53
3. "Durban Deep" – 5:32

Andre udgivelse
Britisk 12" single
1. "Sacrifice" – 5:09
2. "Healing Hands" – 4:22

## Hitlister
| Hitliste (1989)                     | Placering |
| ----------------------------------- | --------- |
| Storbritannien (UK Singles Chart)   | 55        |
| USA (Hot Adult Contemporary Tracks) | 3         |
| Hitliste (1990)                     | Placering |
| Australien (ARIA Charts)            | 7         |
| Nederlandene (Dutch Mega Top 100)   | 3         |
| Europa (Eurochart Hot 100)          | 1         |
| Frankrig (SNEP)                     | 1         |
| Irland (Irish Singles Chart)        | 2         |
| New Zealand (RIANZ)                 | 7         |
| Norge (VG-lista)                    | 2         |
| Schweiz (Schweizer Hitparade)       | 23        |
| Storbritannien (UK Singles Chart)   | 1         |
| USA (Billboard Hot 100)             | 18        |